# Franco Ferracuti
Franco Ferracuti (Montottone, 1º aprile 1927 – Roma, 13 marzo 1992) è stato un criminologo, psicologo e psichiatra forense italiano.

## Biografia
Sia il padre sia la madre, Antonietta Berdini, erano maestri elementari. Nel paese di Montottone, quindi, trascorse i primi anni della  sua vita. Quando il padre Vasco venne nominato Direttore Didattico la famiglia si trasferì a Porto San Giorgio, e tra lì e Fermo frequentò  le scuole medie e superiori. A Fermo, oltre a frequentare il liceo classico, ricevette lezioni di inglese da un religioso che sviluppò nel ragazzo un grande interesse per il mondo anglosassone. Alla fine della Seconda guerra mondiale venne a contatto con le truppe Alleate di stanza nelle Marche, svolgendo spesso la funzione di interprete. Quando si trasferì a Roma per studiare Medicina presso l’Università degli Studi di Roma "La Sapienza", continuò costantemente ad interessarsi di tutto ciò che riguardava il mondo anglosassone (e in particolare gli Stati Uniti). Entrò come Allievo Interno preso l’Istituto di Psicologia della Facoltà di Medicina, diretto allora dal Prof. Mario Ponzo. Laureatosi in medicina nel 1951, si specializzò in Medicina Legale e delle Assicurazioni nel 1955. Nel 1955 si sposò con Mirella Garutti e nello stesso anno ottiene una borsa Fulbright per studiare Psicologia presso l’Università del Wisconsin dove frequentò anche il Wisconsin Diagnostic Center ed il Wisconsin State Crime Laboratory.

## Carriera
- Nel 1952, ottenuta una borsa di Studio dal Rotary Club di Roma, aveva svolto uno studio sugli istituti penitenziari e le strutture psichiatriche per il trattamento dei criminali in Svezia.
- Nel 1952 e nel 1953 aveva ottenuto due borse di studio dalla Lega Italiana per la Lotta ai Tumori, per studiare gli aspetti psicologici dei cancerosi terminali.
- A luglio del 1956 accettò l'incarico di Visiting Professor presso l’Università di Porto Rico a San Juan con la quale mantenne una attività di collaborazione per molti anni sia in veste di Consulente del Governo di Portorico, del sistema carcerario dello Stato o di altri enti.
- Dal 1959 al 1963 è stato Research Professor presso il Social Science Research Center dell'università di Puerto Rico.
- Negli anni 1963 e 1964 è stato Instructor per la delinquenza minorile  nella Facoltà di Legge della New York University, New York.
- Dal maggio 1964 al novembre 1967, direttore del Programma di Ricerca ed Istruzione in Criminologia presso lo stesso Centro.
- Nel 1969, Visiting Professor presso il Dipartimento di Sociologia dell’Università della Pennsylvania a Filadelfia.
- Nel 1971, Visiting Professor nel Dipartimento di Sociologia nell’Università statale dell'Ohio a Columbus, Ohio.
- Nel 1973,Visiting Professor presso il Dipartimento di Psicologia dell’Università  della California a Berkeley.
- Dal luglio 1974 al giugno 1977, Associate Professor di Psichiatria presso la Facoltà di Medicina dell’Università  di Porto Rico.
- Dal 1977 al 1986, Consulente del Department of Social Services del Governo di Portorico.

Inoltre:
- Dall’aprile 1952 al 1973 è stato incaricato dell’insegnamento di “Tecniche Psicodiagnostiche in Criminologia “ e di “Antropologia Criminale” presso la Scuola di Perfezionamento di Diritto Penale nella Facoltà di Giurisprudenza.
- Dal 1952 al 1974 è stato psicologo presso l’Istituto Nazionale di Osservazione di Roma, Rebibbia, per conto del Ministero di Grazia e Giustizia. Il Centro di Osservazione era nato su iniziativa di Benigno Di Tullio e altri medici e giuristi, con l’intento di studiare i detenuti, le loro esigenze e le loro reazioni, onde ottimizzare gli aspetti pratici e psicologici della loro permanenza in detenzione.
- Dal novembre 1955 al 1980 è stato incaricato dell’insegnamento di Antropologia Criminale presso la Scuola ufficiali carabinieri, a Roma.
- Dal novembre 1957 all’ottobre 1966 è stato Assistente Straordinario e poi Ordinario presso l’Istituto di Antropologia Criminale della Facoltà di Medicina, diretto dal prof. Benigno Di Tullio. Al pensionamento di costui, diveniva professore incaricato di Criminologia nella Facoltà di Giurisprudenza fino al 1973 quando è diventato Professore Ordinario di Medicina Criminologica e Psichiatria Forense, nella Facoltà di Medicina, dove, dall’anno accademico 1982-83, è stato anche Direttore della Scuola di Specializzazione in Criminologia Clinica e Psichiatria Forense.
- Dal novembre 1961 al dicembre 1963 è stato professore incaricato di Antropologia Criminale nella Facoltà di Giurisprudenza dell’Università degli Studi di Modena.
- Dal gennaio 1963 al maggio 1964 è stato Social Affairs Officer presso la Social Defence Unit del Segretariato delle Nazioni Unite a New York, occupandosi del fenomeno della “violencia” in Colombia. Ha anche mantenuto le attività di insegnamento e di ricerca presso l’Università di Roma e di altre istituzioni.
- Dal 1978 al 1981 è stato Consulente del Ministero dell’Interno.

Si è anche interessato al terrorismo perché chiamato da Francesco Cossiga, tramite la proposta di Vincenzo Cappelletti, nel team di esperti che consigliava il Ministro dell'Interno all'epoca del sequestro Moro e il suo ruolo è stato spesso associato all'ipotesi che Aldo Moro avesse sviluppato la sindrome di Stoccolma durante la prigionia da parte delle Brigate Rosse. Successivamente ebbe da Cossiga l’incarico di fondare e dirigere un centro di psichiatria nell’ambito del SISDE, all'epoca diretto dal Generale dei Carabinieri Giulio Grassini. In questo periodo si iscrisse alla P2. Ha svolto numerose perizie in casi saliti alla ribalta della cronaca, da László Tóth, il "martellatore" della Pietà di Michelangelo, a Giuseppe Pelosi, Antonov, Vinci e Vulcano.

## Attività scientifica
Ha svolto una vasta e diversificata attività scientifica sostenendo la validità diagnostica dei tests mentali anche nell’attività forense, nelle selezioni attitudinali e nelle ricerche di mercato contribuendo alla diffusione dei test mentali in ambito medico-legale. Si è occupato di incesto, di maltrattamento infantile, tossicodipendenze, problematiche dell’emigrazione. Assieme a Marvin Wolfgang, professore di Sociologia nell’Università di Philadelphia e suo caro amico, ha proposto una teoria criminologica di stampo sociale-biologico relativa al "comportamento violento” nel testo "The subculture of violence” (Le sottoculture della Violenza).

## Opere principali
Assieme a Maria Cristina Giannini e Francesco Bruno ha curato la pubblicazione di un Trattato di Criminologia, Medicina Criminologica e Psichiatria Forense in 16 volumi.
- con M. Wolfgang: The Subculture of Violence, 1966
- Con M. Wolfang: Criminological Diagnosis: An International Perspective, Lexington Books, 1983
- Con M. C. Giannini e F. Bruno: Trattato di Criminologia, Medicina Criminologica e Psichiatria Forense, Vol 1-16 e indici, Giuffré, Milano, 1990
- Con L.M. Solivetti: La pornografia. Mezzi di Comunicazione di Massa con particolare riguardo alla televisione, Giuffré, Milano, 1976
- Con R. Lazzari: La Violenza nei mezzi di comunicazione di massa, RAI, 1968
- Con R. Lazzari e M. Wolfgang La Violenza in Sardegna, Bulzoni, 1969
- Con F. Bruno Terapia antagonista dell'eroino dipendenza. Centro Scientifico Editore
- Intelligenza e Criminalità, Giuffré, Milano, 1966
- Appunti di Criminologia, Bulzoni, 1970
- Delinquents and Nondelinquents in the Puerto Rican Slum Culture, Ohio State University Press, 1986

| Controllo di autorità | VIAF (EN) 28313359 · ISNI (EN) 0000 0000 6328 3117 · SBN CFIV022490 · LCCN (EN) n50001196 · GND (DE) 1024764508 · BNE (ES) XX1566263 (data) · J9U (EN, HE) 987007458843005171 · NSK (HR) 000624784 · CONOR.SI (SL) 21095779 |